# Isoglossa faulknerae
Isoglossa faulknerae är en akantusväxtart som beskrevs av I.Darbysh.. Isoglossa faulknerae ingår i släktet Isoglossa och familjen akantusväxter. Inga underarter finns listade i Catalogue of Life.